# Partido Internacional de la Juventud
El Partido Internacional de la Juventud (en inglés: Youth International Party), cuyos partidarios eran conocidos como "yippies", una variante de los "hippies", fue un partido político antiautoritario, pro libertad de expresión y antimilitarista, altamente teatral, establecido en los Estados Unidos en 1967. Frente a la actitud pasiva y de autoexclusión adoptada por los "hippies", retirándose a zonas rurales para adoptar su modelo comunal de vida, los "yippies" eran eminentemente urbanos. El Youth International Party, como partido de los jóvenes, era consciente de que los jóvenes eran la primera gran mayoría electoral estadounidense, y que allí existía la gran oportunidad de cambio social para la ultraconservadora sociedad estadounidense desde ese entonces. 
Su eslogan "do it" resume su posición provocadora de buscar cambios a través de acciones concretas, la mayoría de ellas de carácter teatral y escenográfico.

## Contexto
Como rama de los movimientos por la libertad de expresión y antiguerra de los años 1960 vinculada a la New Left estadounidense, los yippies presentaban una alternativa contracultural orientada a la juventud a la moralmente estricta seriedad frecuentemente asociada a los representantes de esos movimientos. Empleaban tácticas que impactaban a los medios, como predecir que habría un cerdo (“Pigasus el Inmortal”) como candidato a presidente en 1968— para burlarse del statu quo social. El partido tuvo varias secciones en diversas ciudades estadounidenses, sus bastiones fuertes siempre fueron la ciudad de Nueva York, Milwaukee, Los Ángeles, Columbus y Chicago; y en Canadá en Vancouver.
Debido a que eran más conocidos por su teatro callejero y sus travesuras de corte político, muchos de la izquierda política de la "vieja escuela" bien los ignoraba o los acusaban. Un periódico comunista en Estados Unidos se refería a ellos con sorna como "Groucho Marxistas". En el espectro político se los ha ubicado como anarquistas; muchos se autodenominaron como tales y determinaron que el YIP era contrario al poder político, igual que muchos integrantes de la contracultura.

## La Nueva Nación
El concepto yippie de "Nueva Nación" hacía un llamado a la creación de instituciones contraculturales y alternativas, como cooperativas de alimentos, periódicos independientes y subterráneos, clínicas gratuitas mantenidas por la comunidad. Los yippies pensaban que estas instituciones colaborativas y una cultura hippie radicalizada políticamente se expandirían hasta suplantar el sistema existente.
"Somos un pueblo. Somos una nueva nación", afirmaba la Declaración Yippie por una Nueva Nación respecto al floreciente movimiento hippie. "Queremos para todo el mundo la posibilidad de controlar su propia vida y de cuidar de uno al otro.... No podemos tolerar actitudes, instituciones, y las máquinas cuya finalidad es la destrucción de la vida, la acumulación de beneficios."
El objetivo era una nación descentralizada, colectiva, anarquista, enraizada en la contracultura hippie sin fronteras y su espíritu comunal. Abbie Hoffman escribió: "No vamos a derrotar a Estados Unidos por la organización de un partido político. Vamos a hacerlo por la construcción de una nueva nación - una nación tan resistente como la hoja de marihuana."

## Activistas
Los yippies no tenían una pertenencia formal o jerarquía: Abbie Hoffman, Anita Hoffman, y Paul Krassner estaban entre los fundadores de los yippies (según contaba él mismo, Krassner acuñó ese nombre). Entre otros activistas asociados con los yippies se incluyen Jerry Rubin, Stewart Albert, Dick Gregory, Ed Sanders, Phil Ochs, Matthew Steen y David Peel.

## Etimología
El término yippie fue ideado por Krassner en la Nochebuena de 1967. A Anita Hoffman le gustaba la palabra pero sintió que el New York Times y otros medios convencionales necesitarían un nombre más formal para tomarse en serio el movimiento. Esa misma noche ella propuso el nombre Youth International Party (Partido Internacional de la Juventud), porque simbolizaba el movimiento y conllevaba un buen juego de palabras.
Abbie Hoffman y Jerry Rubin se convirtieron en los yippies más famosos —y escritores bestseller— en parte debido a la publicidad circundante al juicio de Conspiración Chicago Seven que duró cinco meses de 1969. Hoffman y Rubin podría decirse que eran los más pintorescos de los siete acusados de conspiración criminal e incitación de disturbios en la Convención Nacional Demócrata de 1968. Hoffman y Rubin usaron el juicio como una plataforma para los numeritos yippies—en cierto momento, aparecieron en los tribunales ataviados con togas judiciales.

## Bandera
La bandera yippie fue diseñada, presumiblemente por Abbie Hoffman, y fue vista a menudo en manifestaciones contra la guerra. La bandera tiene un fondo negro con una estrella roja de cinco puntas en el centro, y una hoja verde de marihuana superpuesta.

## Publicaciones
The Youth International Party Line o "La Línea del Partido Internacional de la Juventud", ("YIPL"; luego, el nombre fue cambiado a "TAP" acrónimo en inglés de "Partido Tecnológico Americano" o "Programa de Asistencia Tecnológica"), fue iniciado por Hoffman y Al Bell en junio de 1971 fue la revista de phreak pionera.
Un periódico relacionado con el YIP, "The Yipster Times" (El Yipster Times) fue fundado por Dana Beal en 1972 y publicado en la ciudad de Nueva York. Cambió su nombre a "Overthrow" (Derrocar) en 1979.

## Yippies en el nuevo milenio
Los yippies liderados por Beal, con su sede en la calle 9 Beecker en el bajo Manhattan, ha continuado como un pequeño movimiento a comienzos del siglo XXI. Ya no publican un periódico pero son conocidos por sus marchas anuales en la ciudad de Nueva York para legalizar la marihuana.
Beal lucha por el uso de Ibogaína para tratar a los adictos a la heroína. Su antiguo socio Aron Kay ("Pieman") continúa inspirando a una nueva generación de lanzadores de tartas (de tartas de champiñones) contra personajes del establishment. Otro yippie A.J. Weberman deconstruye la poesía de Bob Dylan, desenmascara Neonazis y especula acerca de las trampas ocultas en el Grassy Knoll a través de sus diversos sitios web. Según el New York Times, la oficina general yippie se está convirtiendo en un museo contracultural. noticia
El movimiento Lyndon LaRouche durante mucho tiempo ha considerado a los yippies como sus archienemigos. A principios de los 80 los yippies participaron en varias manifestaciones contra LaRouche en Manhattan. Larouche, a su vez, presentó unos groseros "dossieres de droga" a varias agencias de aplicación de la ley en un fallido intento de meter a Beal, Kay y otros yippies en la cárcel. (Ver Dennis King Lyndon LaRouche and the New American Fascism, pp. 241-242.)